# Frank Peters (Jurist)
Frank Peters (* 14. Dezember 1942 in Hamburg; † 17. August 2022) war ein deutscher Jurist und Hochschullehrer.

## Leben

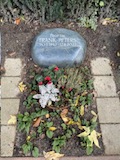
Grabstätte auf dem Nienstedtener Friedhof

Nach der Promotion 1968 an der Universität Hamburg zum Dr. iur. und der Habilitation 1972 ebenda lehrte er von 1972 bis 1978 als Privatdozent für Römisches und Bürgerliches Recht und ab 1978 als Professor (§ 17 HmbHG) für Römisches und Bürgerliches Recht. Des Weiteren war er Richter am Oberlandesgericht Hamburg.
Forschungsschwerpunkte Peters’ waren das allgemeine Zivilrecht, zu dem er zahlreiche Aufsätze veröffentlichte, sowie das Glücksspielrecht.
Frank Peters wurde auf dem Nienstedtener Friedhof beigesetzt.

## Schriften (Auswahl)
- Die Rücktrittsvorbehalte des römischen Kaufrechts. Köln 1973, ISBN 3-412-85273-2.
- Der Entzug des Eigentums an beweglichen Sachen durch gutgläubigen Erwerb. Tübingen 1991, ISBN 3-16-145850-8.
- BGB. Allgemeiner Teil. 88 Fälle mit Lösungen. Heidelberg 1998, ISBN 3-8114-0797-X.
- J. von Staudingers Kommentar zum Bürgerlichen Gesetzbuch. Recht der Schuldverhältnisse. §§ 631–651 (Werkvertragsrecht) . Berlin 2013, ISBN 3-8059-1155-6.